# (11595) Monsummano
(11595) Monsummano (1995 KN) – planetoida z pasa głównego asteroid okrążająca Słońce w ciągu 3,39 lat w średniej odległości 2,26 j.a. Odkryta 23 maja 1995 roku.